# Ferdinand Wilhelm Emil Roth
Ferdinand Wilhelm Emil Roth (als Autor F. W. E. Roth; * 6. August 1853 in Eltville; † 8. Februar 1924 in Offenbach am Main) war ein deutscher Historiker.
Roth absolvierte kein Studium. Er legte jedoch als Privatgelehrter und Autodidakt über 500 Publikationen vor, die sich vor allem mit der Geschichte Nassaus, der Stadt und des Erzstifts Mainz befassten. Überdies publizierte er Mengen an Material zur Geschichte des Buchdrucks am Mittelrhein. Im Jahr 1913 zitierte Roth in einem Artikel in der Darmstädter Zeitung eine Notiz, auf der nach seinen Angaben das bisher unbekannte Todesdatum von Johannes Gutenberg überliefert worden sei. Historiker bezweifeln jedoch, dass Roth im Besitz einer solchen Notiz war. Ihm konnten auch in anderen Veröffentlichungen Fälschungen von Geschichtsquellen nachgewiesen werden.
Roth war katholischer Konfession. Von 1904 bis 1908 und nochmals 1912 wurde er als Paranoiker in der Heilanstalt auf dem Kiedricher Eichberg behandelt.

## Schriften (Auswahl)
- Die Druckerei des Peter Friedberg in Mainz (1491–1499) und ihre Erzeugnisse. In: Zentralblatt für Bibliothekswesen, Jg. 4, 1887, S. 394–403 (online).
- Der Buchdrucker Friedrich Heuman zu Mainz 1508–1512. In: Zentralblatt für Bibliothekswesen, Jg. 10 (1893), S. 476–482 (online).
- Briefe des Henricus de Hassia. In: Zentralblatt für Bibliothekswesen, Bd. 11 (1894), S. 125 (online).
- Ein Brief des Stanislas Hosius Bischof von Warschau 1558. In: Zentralblatt für Bibliothekswesen, Bd. 11 (1894), S. 125–126 (online).
- Heinrich Kalteisen ord. Praedicatorum. In: Zentralblatt für Bibliothekswesen, Bd. 11 (1894), S. 320–322 (online).
- Die Gelehrtenfamilie Lorichius aus Hadamar. In: Zentralblatt für Bibliothekswesen, Bd. 11 (1894), S. 368–384 (online).